# 張珩 (正德進士)
張珩（1486年—1560年），字佩玉，號南川，山西太原府石州（今离石县）人，民籍，明朝政治人物。

## 生平
正德八年（1513年）癸酉科山西鄉試第四十名舉人。正德十六年（1521年）中式辛巳科會試第一百八十三名，登第三甲第八十五名進士。嘉靖元年（1522年）二月选授陕西道試御史，四年巡视两淮盐政，五年巡按直隶顺天等府，七年巡按陕西，八年掌河南道，主京察，十一年九月充经筵讲官，三疏力辞不就，十月升南京太仆寺少卿，十二年五月升大理寺左少卿，十三年闰二月以疾乞回籍调理。十四年六月病愈，復除原职，十五年九月升都察院右佥都御史、巡抚延绥，十八年进右副都御史，尋擢南京都察院右副都御史、提督操江，未几召入协理院事，二十年二月升左副都御史，七月因会推宣大总督，抗言避事，被革职为民。二十一年十二月起为宁夏巡抚都察院左副都御史，二十二年十二月升兵部右侍郎兼右佥都御史、总督陕西三边军务，二十五年三月升户部尚书、提督仓场兼理西苑农事，五月因延綏鎮冒奏軍功，欺君罔上，总兵吴瑛、总督张珩、巡抚张子立被锦衣卫逮系至京讯问，尋以守备不设，遣戍边庆阳。
谪戍六年，以吏部荐，嘉靖三十一年七月起复延绥巡抚都察院右副都御史，三十二年十月升南京兵部右侍郎，十二月升北兵部左侍郎，丁母忧归，卒于家，赠工部尚书，谥襄敏。

## 家族
曾祖張大全；祖父張讓；父張文紳，曾任典膳。母康氏；繼母馮氏。具庆下。兄玫、玠。弟珊、玮、瓊、璉、玧、珒、玭。弟张玭。